# Scotinoecus cinereopilosus
Espèce
Synonymes
- Hexathele cinereopilosa (Simon, 1889)

Scotinoecus cinereopilosus est une espèce d'araignées mygalomorphes de la famille des Hexathelidae.

## Distribution
Cette espèce est endémique du Chili.

## Publication originale
Simon, 1889 : Études arachnologiques. 21e Mémoire. XXXe. Descriptions de quelques arachnides du Chili et remarques synonymiques sur quelques-unes des espèces décrites par Nicolet. Annales de la Société entomologique de France, ser.[Quoi ?] 6, vol. 8, p. 217-222 (texte intégral).

## Référence
1. 1 2  World Spider Catalog (WSC). Musée d'histoire naturelle de Berne, en ligne sur http://wsc.nmbe.ch. doi: 10.24436/2, consulté lors d'une mise à jour du lien externe.